# 덕산군 (함경남도)
덕산군(德山郡)은 광복당시 함주군 덕산면을 중심으로 지금의 함흥시 일부 지역에 있었던 옛 행정구역이다.